# 시맨틱스 (기업)
시맨틱스는 1998년 설립된 검색엔진 개발 회사이다. 2007년 12월에 앰엔케스트  보관됨 2021-09-28 - 웨이백 머신개발사였던 이니드와 합병하였으며, 2008년 6월 OECD장관회의 WIS2008에서 시맨틱 검색엔진을 공개하여 2008년 7월 24일 현재 베타서비스를 운영중이다.